# Javier Calvo
Javier Calvo Guirao, meglio conosciuto come Javier Calvo, (Murcia, 21 gennaio 1991) è un attore spagnolo famoso per aver interpretato il ruolo di Fer nella serie televisiva Fisica o chimica.

## Biografia
Javier Calvo ha iniziato la sua carriera come attore a soli 11 anni, quando salì per la prima volta su un palcoscenico e recitò in opere come El misterio de Duarte, A través del espejo o El enfermo imaginario.
Dal 2008 iniziò a recitare nella serie televisiva per adolescenti Fisica o chimica nel ruolo di Fernando "Fer" Redondo, un ragazzo gay. Incentrata su problemi come le droghe, le tossicodipendenze, l'anoressia e l'orientamento sessuale, la serie ha suscitato molte polemiche. Calvo considera i temi della serie "problemi che sono presenti anche nella realtà". Tuttavia egli ha ricevuto il plauso della critica per aver interpretato un maschio gay nel suo ruolo di debutto.
Nel 2012 ha partecipato alla serie web umoristica Are you app? interpretando il ruolo di Samuel.
Dal 2013 è sceneggiatore e regista, insieme a Javier Ambrossi, del grande successo teatrale La llamada, un musical che ha sorpreso sia la critica che il pubblico. La prima rappresentazione si è tenuta nella hall del teatro Lara de Madrid. Il loro successo li ha poi portati a trasferirsi nella sala principale del teatro. Nel musical hanno recitato attori e attrici famosi tra cui Macarena García, Anna Castillo, Belén Cuesta, Claudia Traisac, Richard Collins-Moore e Gracia Olayo.
Nel 2014 ha recitato nelle serie Los misterios de Laura e Per sempre.
Nell'agosto 2015 è stata presentata in anteprima la versione messicana della produzione La llamada nel teatro López Tarso, con un cast completamente diverso rispetto a quello che rappresentava l'opera a Madrid.
Nel settembre 2016 ha sceneggiato e diretto insieme a Javier Ambrossi la webserie Paquita Salas. Si tratta di una serie comica di cinque episodi della durata di 30 minuti ciascuno distribuita attraverso la piattaforma Flooxer. A causa del successo ottenuto, la serie è stata trasmessa anche sul canale Neox. Un anno dopo, la Netflix ha acquistato i diritti della serie, producendo una seconda stagione nel 2018 e una terza stagione conclusiva nel 2019.
Nel 2020 dirige, insieme al compagno e collega Javier Ambrossi la miniserie in 8 episodi Veneno, prodotta e distribuita dalla piattaforma digitale online Atresmediaplayer. La serie vuole essere un resoconto dettagliato della vita e della morte di Cristina Ortiz Rodríguez, meglio nota con lo pseudonimo di La Veneno, sex worker transessuale che divenne un'icona televisiva spagnola durante la seconda metà degli anni '90, grazie alla collaborazione con Pepe Navarro nel suo talk show notturno Esta noche cruzamos el Mississippi, e che morì in circostanze tuttora poco chiare a seguito di un trauma cranico nel 2016. Con Veneno, Calvo e Ambrossi intendono porre l'attenzione sulle ingiustizie sociali e i soprusi ai danni del collettivo trans, e la storia di Cristina, da star televisiva a grottesco gioco rotto e dimenticato della televisione del passato, le restituisce dignità e legittimità, inquadrandola come involontaria referente contro le discriminazioni ai danni delle donne transessuali. 
Sempre nel 2016 ha diretto l'adattamento cinematografico dello spettacolo La llamada insieme a Javier Ambrossi e con parte del cast dell'opera. Il film è stato presentato nel settembre 2017.

### Vita privata
Calvo parla fluentemente spagnolo ed inglese.
Dal 2010 ha una relazione sentimentale con l'attore e regista Javier Ambrossi.

## Filmografia

### Attore

#### Cinema
- Doctor Infierno, regia di Paco Limón (2007)
- La viuda, regia di David Martín Porras - cortometraggio (2010)
- Rotos, regia di Roberto Pérez Toledo - cortometraggio (2012)
- Niebla, regia di Bruno Sarabia - cortometraggio (2013)
- Tu cubata detonante, regia di Almudena Monzú - cortometraggio (2013)

#### Televisione
- El enigma Giacomo, regia di Joan Marimón – film TV (2009)
- Fisica o chimica (Física o química) – serie TV, 77 episodi (2008-2011)
- Are You App? – serie TV, 5 episodi (2012-2013)
- Los misterios de Laura – serie TV, 1 episodio (2014)
- Amare per sempre (Amar en tiempos revueltos) – serie TV, 1 episodio (2014)
- Looser – serie TV, 1 episodio (2018)
- Asesinato en el Hormiguero Express, regia di Pablo Motos e Jorge Salvador - cortometraggio televisivo (2018)
- La otra mirada – serie TV, 1 episodio (2019)
- Veneno, regia di Javier Ambrossi, Javier Calvo, Mikel Rueda ed Alex Rodrigo – miniserie TV, 1 episodio (2020)
- Física o química: El reencuentro, regia di Juanma R. Pachón – miniserie TV, 2 episodi (2020-2021)

### Regista
- Paquita Salas – serie TV, 18 episodi (2016-2021)
- La llamada, co-regia di Javier Ambrossi (2017)
- Veneno, co-regia di Javier Ambrossi, Javier Calvo, Mikel Rueda ed Alex Rodrigo – miniserie TV, 5 episodi (2020)

## Teatro
- Mañana de mercado en el siglo XVI
- ¿Y tú, quién crees que eres? ¿Yo? ¡La portera!
- El enfermo imaginario
- El sueño de una noche de verano
- La flor de Lilá
- La venganza de Don Mendo
- La cabeza de dragón
- El misterio de duarte
- Amor loco (Yo por vos y vos por otro)
- Morir (Un instante antes de morir)
- Sarao
- A través del espejo
- Imaginario
- La llamada

## Programmi televisivi
- La Marató 2009 (2009)
- Premios Ondas 2009 (2009)
- Drag Race Espana (2021)

## Riconoscimenti
- 2018 – Cinema Writers Circle Awards
  - Candidatura per la migliore sceneggiatura adattata per La llamada – con Javier Ambrossi
- 2018 – Feroz Awards
  - Miglior film per La llamada – con Javier Ambrossi
- 2018 – Fotogrammi d'argento
  - Miglior film spagnolo per La llamada – con Javier Ambrossi
- 2018 – Premio Gaudí
  - Candidatura per il miglior film in lingua non catalana per La llamada – con Javier Ambrossi
- 2018 – Premio Goya
  - Candidatura per il miglior regista esordiente per La llamada – con Javier Ambrossi
  - Candidatura per la migliore sceneggiatura adattata per La llamada – con Javier Ambrossi